# Benjamin Notthingham Webster
Pour les articles homonymes, voir Webster.

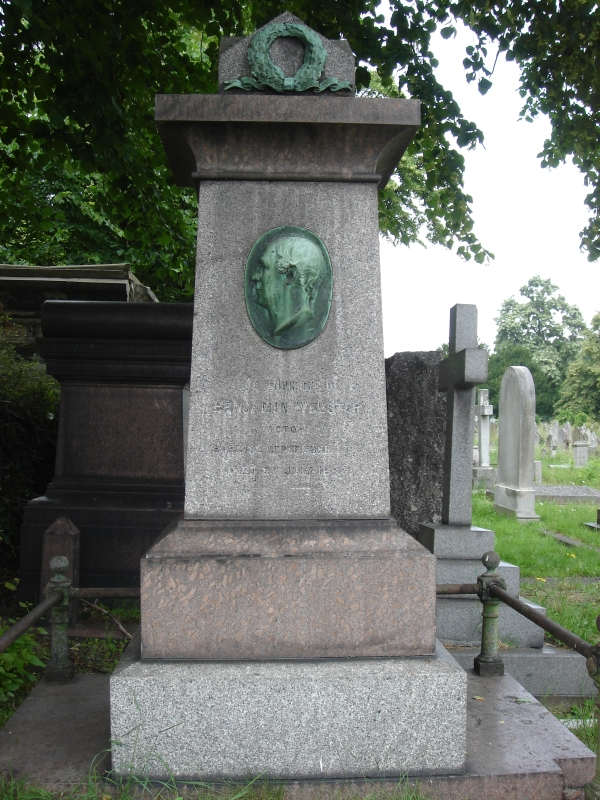
Monument funéraire, cimetière Brompton à Londres

Benjamin Nottingham Webster, né le 3 septembre 1797 - mort le 3 juillet 1882, est un acteur-manager (en) et dramaturge anglais.

## Biographie
Webster naît à Bath dans le comté de Somerset, fils d'un maître de danse.
Il fait ses débuts en Arlequin puis dans des petits rôles au théâtre de Drury Lane. Il passe au Haymarket Theatre en 1829 et tient d'importants rôles de composition dans des comédies.
Webster est locataire du Haymarket de 1837 au 1853. Il fait construire le nouvel Adelphi Theatre en 1859. Plus tard, les Olympic Theatre (en), Princess's theatre (en) et St James's Theatre (en) passent sous son contrôle et il est le commanditaire de tous les auteurs de l'époque et plusieurs des meilleurs acteurs lui doivent leur chance de connaître le succès. Il écrit, traduit ou adapte près de cent pièces.
Comme acteur de composition, il est inégalé en son temps, surtout dans les rôles tels que Triplet dans Masks and Faces, Joey Ladle dans No Thoroughfare et John Peerybingle dans sa propre mise en scène de The Cricket on the Hearth.
Webster fait ses adieux à la scène en 1874
Mort en 1882, Webster est enterré au cimetière de Brompton de Londres. La tombe se trouve à 10 m à l'est de l'allée principale, à mi-chemin entre l'entrée nord et les colonnades sur un chemin est-ouest.
Sa fille, Harriette Georgiana (morte en 1897), est la première épouse d'Edward Levy-Lawson, 1er baron Burnham (en).
Son fils, W.S. Webster, a trois enfants — Benjamin Webster (né en 1864, mari de Dame May Whitty), Annie (Mrs A.E. George), et Lizzie Brough), tous bien connus de la scène londonienne à laquelle ils s'associent davantage chaque fois par mariage.